# Polokwane
Polokwane (în trecut Pietersburg) este un oraș în Africa de Sud. Este reședința provinciei Limpopo. 

## Sport
În pregătirea Campionatului Mondial de Fotbal 2010, la Polokwane s-a construit (martie 2007 - iunie 2009) Stadionul Peter Mokaba, cu o capacitate de 45.000 locuri.